# Winslow Fegley
Winslow Fegley, född 23 januari 2009 i Allentown, Pennsylvania, är en amerikansk skådespelare.
Fegley har bland annat medverkat i filmerna Lyle, Lyle, Crocodile, Spinning Gold och The Naughty Nine.

## Filmografi (i urval)
- 2022 – Lyle, Lyle, Crocodile
- 2023 – Spinning Gold
- 2023 – The Naughty Nine